# Thitathorn Aksornsri
Thitathorn Aksornsri (thailändisch ทิตาธร อักษรศรี; * 8. November 1997 in Bangkok), auch als Chopin bekannt, ist ein thailändischer Fußballspieler.

## Karriere

### Verein
Thitathorn Aksornsri spielt seit 2018 in Bangkok beim Police Tero FC. Wo er vorher gespielt hat, ist unbekannt. 2018 spielte er mit dem Club zwölfmal in der ersten Liga, der Thai League. Ende 2018 musste der Club den Weg in die Zweitklassigkeit antreten. In der zweiten Liga, der Thai League 2, absolvierte er 15 Spiele und schoss dabei ein Tor. 2019 wurde er mit Police Vizemeister und stieg sofort wieder in die erste Liga auf. Am 1. Juli 2020 unterschrieb er einen Vertrag beim Ligakonkurrenten Port FC, einem Verein, der ebenfalls in Bangkok beheimatet ist. Zur Rückrunde 2021/22 wechselte er im Januar 2022 auf Leihbasis zum Ligakonkurrenten PT Prachuap FC. Am 29. Mai 2022 stand er mit PT im Finale des Thai League Cup. Hier unterlag man im BG Stadium Buriram United mit 4:0. Nach der Ausleihe kehrte er zu Port zurück. Im Januar 2024 wurde er vom ebenfalls in der ersten Liga spielenden Trat FC unter Vertrag genommen. Am Ende der Saison 2023/24 belegte er mit dem Verein aus Trat den letzten Tabellenplatz und musste somit in die zweite Liga absteigen. Für Trat bestritt er 13 Ligaspiele. Im Sommer 2024 wechselte er zum Erstligisten Uthai Thani FC.

### Nationalmannschaft
Thitathorn Aksornsri absolvierte Ende 2019 drei Partien für die U-22-Auswahl Thailand bei den Südostasienspielen auf den Philippinen, wo man schon in der Gruppenphase ausschied. Anschließend spielte er im Januar 2020 viermal in der thailändischen U23-Nationalmannschaft während der Asienmeisterschaft im eigenen Land und erreichte dort das Viertelfinale. Am 14. November 2024 gab er dann auch sein Debüt in dessen A-Nationalmannschaft beim Testspiel gegen den Libanon, als er beim 0:0-Unentschieden im heimischen Thammasat Stadium in der Startelf stand und in der 77. Minute für Wanchai Jarunongkran ausgewechselt wurde.

## Erfolge
Police Tero FC
- Thailändischer Zweitligavizemeister: 2019  ▲

PT Prachuap FC
- Thailändischer Ligapokalfinalist: 2021/22

## Sonstiges
Thitathorn Aksornsri ist der Zwillingsbruder von Thitawee Aksornsri und der Bruder von Thatpicha Aksornsri.